# Ulotrichopus mesoleuca
Ulotrichopus mesoleuca är en fjärilsart som beskrevs av Walker 1858. Ulotrichopus mesoleuca ingår i släktet Ulotrichopus och familjen nattflyn. Inga underarter finns listade i Catalogue of Life.